# Зелені Дахи
Зелені Дахи (англ. Green Gables) — це назва фермерського господарства 19-го століття у Кавендіші (Острів Принца Едварда, Канада). Це одна з найвідоміших пам'яток в Канаді, що пов'язані з літературою. Ферма «Зелені Дахи» та її околиці є місцем розвитку подій у популярному циклі романів Люсі Мод Монтгомері «Енн із Зелених Дахів». Це місце також відоме як «Ферма-музей „Зелені Дахи“». Будинок був офіційно визнаний Національно-історичною пам'яткою Канади у 1985 році, маєток розташований на території Національного парку Острів Принца Едварда.

## Історія
Фермерський будинок «Зелені Дахи», вигляд із заходу.
Ферма «Зелені Дахи» належала родині МакНейлів, що були двоюрідними братами авторки Люсі Мод Монтгомері. Назва ферми походить від пофарбованих насиченою темно-зеленою фарбою фронтонів та покрівлі на будинку. Основні зовнішні стіни пофарбовані в білий колір.
Люсі відвідала ферму, коли була малою дівчинкою, і на основі її вражень про це місце була написаний серія книг «Енн із Зелених Дахів», яка стала бестселером.

## Туризм і статус національного парку
Міжнародне визнання романів Монтгомері принесло містечку Кавендіш популярність серед туристів на початку 20-го століття. У результаті був створений Національний парк Острів Принца Едуарда у 1930 році. Межі парку охоплювали садибу «Зелених Дахів» і будинок став власністю уряду Канади.
Будучи розташованим у межах заповідної території, «Зелені Дахи» були визнані Національною історичною пам'яткою через їх значення в історії літератури, і є одним з найвідвідуваніших історичних місць в країні. Вигляд будинку не дуже змінився з плином часу, і його внутрішнє оздоблення та артефакти відображають кінець вікторіанської епохи у сільській місцевості Острова принца Едуарда.

## Відновлення
Пожежа 23 травня 1997, що виникла через несправності з електрикою, спричинила деякі пошкодження всередині другого поверху будинку. У результаті постраждалі кімнати відновили, і випадок став поштовхом до масштабної реконструкції маєтку. Були прибудовані гаражі та службові приміщення щоб укомплектувати будинок а також встановити обладнання для синхронного перекладу іноземним відвідувачам. Як наслідок, частина поля для гольфу поблизу «Зелених Дахів», побудованого у 1930 році, була перенесена з околиці маєтку, і ця територія знову перетворилася на сільськогосподарське угіддя.

## Ланки
- Green Gables Heritage Place [Архівовано 21 вересня 2007 у Wayback Machine.] — офіційний сайт національних парків Канади
- Уряд Острова Принца Едуарда, віртуальні «Зелениі Дахи» [Архівовано 13 жовтня 2014 у Wayback Machine.]